# Ричард, Вилли
Вилли Ричард (нем. Willi (Willy) Ritschard; 28 сентября 1918 года, Дайтинген, кантон Золотурн, Швейцария — 16 октября 1983 года, плато Гренхенберг, Швейцария) — швейцарский политик, президент.

## Биография
После окончания школы в Дайтингене, Вилли Ричард с 1933 по 1945 год работал теплотехником в кантоне Золотурн. В 1943 году он стал секретарём золотурнской секции Швейцарской ассоциации рабочих строительной и деревообрабатывающей промышленности, затем стал членом её Центрального комитета. В том же 1943 году избран членом муниципального совета Лутербаха, а в 1947-59 гг. возглавлял совет. С 1945 по 1963 год Ричард был членом Кантонального совета Золотурна, с 1955 по 1963 — Национального совета Швейцарии. Затем с 1964 по 1971 год руководил департаментами финансов и лесного хозяйства в правительстве кантона. 5 декабря 1973 года избран в Федеральный совет. Он стал первым и единственным рабочим в правительстве Швейцарии за всю историю.
- С 1 января по 31 декабря 1967 года — глава правительства кантона Золотурн (1-й раз).
- С 1 января по 31 декабря 1971 года — глава правительства кантона Золотурн (2-й раз).
- С 5 декабря 1973 по 3 октября 1983 года — член Федерального совета Швейцарии.
- С 1 января 1974 по 31 декабря 1979 года — начальник департамента транспорта, коммуникаций и энергетики.
- С 1 января 1980 по 16 октября 1983 года — начальник департамента финансов.
- С 1 января по 31 декабря 1977 и с 1 января по 16 октября 1983 года — вице-президент Швейцарии.
- С 1 января по 31 декабря 1978 года — президент Швейцарии.

3 октября 1983 года Вилли Ричард объявил о своей предстоящей отставке 31 декабря, однако не дожил до неё. 16 октября при переходе через плато Гренхенберг в горах Юра неожиданно умер от сердечной недостаточности.
Сын Вилли Ричарда Рольф (1944—2007) так же как и отец был политиком (он возглавлял правительство кантона Золотурн), и так же умер на прогулке от сердечного приступа.